# Sana El Mansouri
Sana Elmansouri é uma jornalista e apresentadora de televisão líbia. Ela foi a primeira apresentadora árabe na Líbia a transmitir programas na língua amazigue.
Ela é mais conhecida por seu programa Abrid N Tagrawla (A Estrada da Revolução) que foi transmitido na Líbia Al Ahrar em 2011 durante a Revolução Líbia. Ela também apresentou e produziu o programa Líbia Al-Nas em árabe.
Elmansouri foi membro fundador do partido político líbio Libou, do qual ela saiu mais tarde.